# Локтево (Ярославская область)
Локтево — деревня Арефинского сельского поселения Рыбинского района Ярославской области .
Деревня расположена к югу от центра сельского поселения села Арефино. Она стоит на левом берегу ручья Пелевин, в его верховьях. В центре деревни протекает ручей, левый приток Пелевина. По берегу Пелевина от деревни Ананьино на юго-запад к Локтево идёт дорога. Эта дорога служит для связи с удалённой группой деревень, на юге сельского поселения: Поздняково, Локтево, Ушаково, Долгий Луг, Ивановское, Поповское, стоящих в верховьях ручья Пелевин и его притоков .
Деревня Локтева обозначена на плане Генерального межевания Рыбинского уезда 1792 года.
На 1 января 2007 года в деревне Локтево числилось 7 постоянных жителей . Деревню обслуживает почтовое отделение, расположенное в деревне Ананьино .